# R.E.A.L
R.E.A.L  (* 1983 als Niels Petersen) ist ein deutscher Gospel-Rapper, Unternehmer und Autor. Unter dem Künstlernamen R.E.A.L (Abkürzung für „Rede Echt Aus Liebe“) ist er Gründer des christlichen Rap-Labels Realtalk Records. Bekannt wurde er durch seine autobiografische Erzählung vom Drogenhändler zum christlichen Musiker.

## Leben

### Frühe Jahre und Einstieg in den Drogenhandel
Petersen wuchs in Flensburg auf und begann bereits als Teenager mit dem Drogenhandel. Mit 18 Jahren nahm er seinen ersten Rap-Song auf. Sein Doppelleben als Schüler und Dealer führte ihn zunehmend in die kriminelle Szene.

### Kriminelle Aktivitäten in Kolumbien
In seinen Zwanzigern zog Petersen nach Kolumbien, um seine kriminellen Geschäfte auszuweiten. Dort betrieb er einen Nachtclub namens „Dubai“ in Medellín, der als Fassade für umfangreiche Drogengeschäfte diente. Er arbeitete eng mit einem berüchtigten Drogenboss zusammen und war in ein Netzwerk aus Geldwäsche, Morddrohungen und Entführungen verstrickt. Seine Aktivitäten führten ihn tief in die Strukturen eines gnadenlosen Drogenkartells.

### Inhaftierung und Transformation
Im Jahr 2011 wurde Petersen beim Versuch, 600 Gramm Kokain über die Grenze nach Venezuela zu schmuggeln, festgenommen. Er wurde zu einer Haftstrafe von acht bis zwölf Jahren verurteilt und in das berüchtigte Gefängnis La Modelo in Bogotá eingeliefert, das für seine Überbelegung und gewalttätigen Zustände bekannt ist.
Während seiner Inhaftierung erlebte Petersen eine tiefgreifende Geistliche Transformation. In der zweiten Woche seiner Haft verspürte er einen starken inneren Drang, einen evangelischen Gottesdienst im Gefängnis zu besuchen. Dort hörte er erstmals vom Evangelium Jesu Christi und fühlte sich von der Botschaft der Hoffnung und Vergebung tief berührt. Er beschreibt diesen Moment als den Beginn seiner 180-Grad-Wende.
Petersen ließ sich im Gefängnis taufen und begann, sein Leben grundlegend zu ändern. Er sagt: „Der Glaube ist ein Geschenk Gottes, das man aus Gnade bekommt. Ich bin ehrlich: Ich habe Gott nicht gesucht.“

### Rückkehr nach Deutschland und neues Leben
Nach seiner Entlassung kehrte Petersen nach Deutschland zurück und gründete das christliche Rap-Label Realtalk Records im Juni 2021 in Harrislee. Das Label hat sich zum Ziel gesetzt, das Evangelium durch Rapmusik zu verbreiten. Zu den Künstlern des Labels gehören unter anderem Copain, E.R., Kardo, Phuong Dao, G-Time und das Duo Double M.
Unter dem Künstlernamen R.E.A.L produziert er Musik mit christlichen Botschaften und setzt sich für die Prävention von Drogenkriminalität ein. Zudem gründete er in Kolumbien die Firma „Frutos de Gracia“, die ehemaligen Häftlingen durch Arbeit auf Maracuja-Plantagen eine neue Perspektive bietet.

## Musikalische Karriere
Als R.E.A.L veröffentlichte Petersen mehrere Songs und Alben, die seine persönlichen Erfahrungen und seinen Glauben thematisieren. Sein Song "Brief an die Straße" behandelt das Leben auf der Straße und bietet eine Alternative durch den christlichen Glauben. Jesus.de
Im Jahr 2023 veröffentlichte er seine Autobiografie mit dem Titel Hope Dealer. Vom Drogenhändler zum Hoffnungsbringer. Meine 180°-Wende im härtesten Knast Kolumbiens, in der er seine Lebensgeschichte detailliert beschreibt.

## Diskografie (Auswahl)
- 180° (2021)
- Sampler 1 (2022)
- Dios es real – EP (2022)
- Sampler 2 (2023)
- Blessin IV Society (mit Cardo44, 2024)